# Пасквини, Бернардо
Берна́рдо Паскви́ни (итал. Bernardo Pasquini; 7 декабря 1637 или 8 декабря 1637, Масса-э-Коцциле, Тоскана — 22 ноября 1710, Рим) — итальянский композитор, клавесинист и органист.

## Биография
Родился в Масса-э-Коцциле (Тоскана). Был учеником Антонио Чести и Лорэто Виттори в 1650. Приехал в Рим ещё очень молодым и вошёл в свиту принца Боргезе; позже он стал органистом церкви Санта-Мария-Маджоре. Он пользовался защитой шведской королевы Кристины, в честь которой в 1679 году им была написана опера Dov'è amore è pieta с либретто авторства Христофоро Ивановича.
Во время второго пребывания Алессандро Скарлатти в Риме (1703—1708) Пасквини и Корелли часто сотрудничали со Скарлатти на музыкальных представлениях, особенно связанных  с Аркадской Академией, членами которой были все трое. 
Пасквини умер в Риме и был похоронен в церкви Сан-Лоренцо-ин-Лучина. Более всего музыкальных произведений написал для клавесина.